# Seis días de Ámsterdam
Los Seis días de Ámsterdam es una carrera de ciclismo en pista, de la modalidad de seis días, que actualmente se disputa en el Amsterdam Velodrome (Países Bajos). Su primera edición data de 1932 pero se dejó de celebrar en 1936. Desde 1966 hasta 1969 se recuperó, más recientemente de 2001 hasta la actualidad.

## Palmarés
| Año       | Ganadores                          | Segundos                           | Terceros                        |
| --------- | ---------------------------------- | ---------------------------------- | ------------------------------- |
| 1932      | Piet van Kempen Jan Pijnenburg     | Viktor Rausch Gottfried Hürtgen    | Adolphe Charlier Roger Deneef   |
| 1933      | Jan Pijnenburg Cor Wals            | Paul Broccardo Marcel Guimbretière | Viktor Rausch Gottfried Hürtgen |
| 1934      | Paul Broccardo Marcel Guimbretière | Jan Pijnenburg Jan van Kempen      | Albert Buysse Roger Deneef      |
| 1935      | edición no realizada               |                                    |                                 |
| 1936      | Frans Slaats Adolphe Charlier      | Jan Pijnenburg Piet van Kempen     | Albert Billiet Roger Deneef     |
| 1937-1965 | ediciones no realizadas            |                                    |                                 |
| 1966      | Peter Post Fritz Pfenninger        | Palle Lykke Jensen Freddy Eugen    | Jan Janssen Patrick Sercu       |
| 1967      | Palle Lykke Jensen Freddy Eugen    | Fritz Pfenninger Jo de Roo         | Sigi Renz Romain Deloof         |
| 1968      | Jan Janssen Klaus Bugdahl          | Peter Post Leo Duyndam             | Palle Lykke Jensen Freddy Eugen |
| 1969      | Peter Post Romain Deloof           | Dieter Kemper Klaus Bugdahl        | Gérard Koel Piet de Wit         |
| 2001      | Matthew Gilmore Scott McGrory      | Silvio Martinello Marco Villa      | Robert Slippens Danny Stam      |
| 2002      | Silvio Martinello Marco Villa      | Robert Slippens Danny Stam         | Matthew Gilmore Scott McGrory   |
| 2003      | Robert Slippens Danny Stam         | Bruno Risi Kurt Betschart          | Matthew Gilmore Scott McGrory   |
| 2004      | Robert Slippens Danny Stam         | Bruno Risi Kurt Betschart          | Matthew Gilmore Scott McGrory   |
| 2005      | Bruno Risi Kurt Betschart          | Robert Slippens Danny Stam         | Matthew Gilmore Iljo Keisse     |
| 2006      | Danny Stam Peter Schep             | Joan Llaneras Isaac Gálvez         | Bruno Risi Franco Marvulli      |
| 2007      | Iljo Keisse Robert Bartko          | Robert Slippens Danny Stam         | Peter Schep Erik Zabel          |
| 2008      | Robert Slippens Danny Stam         | Iljo Keisse Robert Bartko          | Erik Zabel Leif Lampater        |
| 2009      | Robert Bartko Roger Kluge          | Bruno Risi Franco Marvulli         | Danny Stam Leif Lampater        |
| 2010      | Roger Kluge Robert Bartko          | Leon van Bon Danny Stam            | Franco Marvulli Niki Terpstra   |
| 2011      | Niki Terpstra Iljo Keisse          | Peter Schep Wim Stroetinga         | Yoeri Havik Nick Stöpler        |
| 2012      | Michael Mørkøv Pim Ligthart        | Niki Terpstra Iljo Keisse          | Peter Schep Wim Stroetinga      |
| 2013      | Kenny De Ketele Gijs Van Hoecke    | Leif Lampater Raymond Kreder       | Jens Mouris Wim Stroetinga      |
| 2014      | Niki Terpstra Yoeri Havik          | Jasper De Buyst Pim Ligthart       | Leif Lampater Nick Stopler      |
| 2015      | edición no realizada               |                                    |                                 |
| 2016      | Kenny De Ketele Moreno De Pauw     | Leif Lampater Marcel Kalz          | Claudio Imhof Tristan Marguet   |